# José Luis Lizurume
José Luis Lizurume (Buenos Aires, 24 de mayo de 1941) es un docente y político argentino, perteneciente a la Unión Cívica Radical (UCR), que ocupó entre el 10 de diciembre de 1999 al 10 de diciembre de 2003 el cargo de Gobernador de la provincia del Chubut.

## Biografía
Nació en la ciudad de Buenos Aires. Su familia se mudó a Esquel. Estudió dos años de Derecho en la Universidad Nacional de La Plata. Se casó con Marcela Cabada, con quien tiene tres hijos. Comenzó a militar en la Unión Cívica Radical de su provincia en 1957, donde consiguió ser secretario de la Comité Provincial de la Juventud. Entre 1963 y 1966 trabajó en la Dirección General de Bosques, luego llegaría a prosecretario de un juzgado en ese último año.
Es electo Diputado nacional en 1985 y reelegido en 1989. Renuncia en 1991 para ocupar cargos en el gabinete provincial de Carlos Maestro: primeramente, como secretario general de la Gobernación y, más tarde, como ministro de Gobierno, Trabajo y Justicia.
Fue elegido gobernador por la Alianza en 1999. Dichas elecciones se vieron empañadas por denuncias de un fraude electoral masivo. Ya durante la jornada electoral se habían registrado las primeras denuncias de irregularidades, como voto cadena, urnas llenas antes de la votación, y denuncias del gobierno provincial estaba ejecutando compras de votos mediante dádivas y prohibición de fiscalizar a partidos menores como el Partido Acción Chubutense (PACh) y el Partido Socialista Auténtico. El voto en blanco fue relativamente alto en ambas elecciones, con un 11.19% en los comicios para gobernador, y un 17.01% en la elección legislativa, denunciándose cientos de casos donde los votos al Partido Justicialista eran anulados o declarados votos en blanco. Dos expresidentes del Banco del Chubut y tres empresarios fueron condenados hasta 4 años y medio de prisión por una estafa a esa entidad bancaria ocurrida a principio de 2000. El Banco de Chubut estuvo al borde del cierre, a causa de ese escandaloso desfalco que le costó a la provincia unos 300 millones de pesos, ocurrido durante su gobierno.
Durante su gestión la minera canadiense Miridiam Gold inició el proyecto minero para la extracción de oro de El Desquite, en Esquel, causando el repudio de la población local. Tras un referéndum, se vio obligado a paralizar el proyecto.
Al término de su mandato, intentó lograr la reelección pero fue derrotado por Mario Das Neves, perteneciente al Partido Justicialista. La UCR perdió la provincia tras doce años de gobiernos radicales.
Durante su gobernación se vio implicado en múltiples hechos de corrupción, y afrontó una denuncia por presunto incumplimiento grave de los deberes de funcionarios públicos durante el ejercicio de sus funciones al haber permitido en el Cordón Esquel la explotación por parte de una multinacional minera, y contra su esposa y ex encargada del área de medioambiente de la provincia, Joyce Owen, a la exsubsecretaria de Recurso Hídrico, Matilde Hildebrandt y al exministro de la Producción, Raúl Giaccone y se hace extensiva al intendente de Esquel, Rafael Williams. La denuncia se basó en que los permisos extendidos para el uso de aguas públicas y la realización de obras hidráulicas, se habrían realizado sin cumplimentar los pasos legales pertinentes, como lo son la realización de audiencias públicas o estudios de impacto ambiental. Más tarde una de las secretarias de Lizurume denunciaría la existencia de coimas millonarias por parte de la empresa canadiense a varios miembros del gabinete de gobernador, al intendente radical de Esquel y a varios legisladores radicales de la provincia, lo que llevaría junto a otros escándalos de corrupción y clientelismo político a un fuerte descrédito de la UCR y al fin de la hegemonía radical.
Durante su gestión se produjo la venta de tierras a particulares en la Reserva Forestal que rodea el lago Lezama Sería acusado del desfalco de  60 millones de dólares que afectó al banco chubutense, siendo señalado junto a doce años de gobiernos radicales de la situación terminal del Banco que sufría un déficit mensual de 1.2 millones de dólares y estaba bajo auditoría permanente del Banco Central. Denunciándose a Lizurume de trabar la investigación por desfalco, y que la investigación sobre estos echos según señalaban políticos y periodistas locales le costó la vida del periodista Ricardo Gangeme, que investigaba el caso, y fue asesinado a sangre fría en pleno centro de Trelew en mayo de 1999.
Entre el 2 de octubre de 2003 y la madrugada del día siguiente se produjo la desaparición de forzada de Iván Eladio Torres en Comodoro Rivadavia. El primer testigo que presenció la detención por parte de la policía provincial y castigo sufrido por Iván, sería luego asesinado en dependencias policiales. El hecho fue producido durante la gobernación de Lizurume y la investigación tuvo serias irregularidades y demoras. Seis testigos claves fueron asesinados. Lizurume dejó el gobierno de Chubut sin que se hayan esclarecido las desapariciones, asesinatos y apremios practicados por su policía provincial. Durante su gobernación se denunció la práctica de torturas en las cárceles, la desaparición de personas, y la violación de jóvenes en los cerros por parte de la policía. El caso llevó al Congreso argentino a tipificar el delito de desaparición forzada incorporándolo como delito en el Código Penal (artículo 142 ter).[cita requerida]
En 2009 fue llevada a juicio la estafa al Banco del Chubut que condenó a empresarios y exfuncionarios del gobierno radical que hasta 2003 condujo Lizurume. En junio de 2009 en una causa paralela fue dictada la detención de siete empresarios y exfuncionarios vinculados al gobierno de Lizurume y a su antecesor radical, el senador nacional Carlos Maestro. Entonces, el juez de instrucción Ricardo Basílico los procesó por «defraudación contra el Estado», debido a que estaban imputados en supuestas triangulaciones monetarias y financieras que terminaban en un puñado de empresas «cáscara» y contribuyeron al vaciamiento del Banco de Chubut SA.
Actualmente, se desempeña como diputado en la Legislatura provincial por la UCR.